# Xylotoles selwyni
Xylotoles selwyni är en skalbaggsart som beskrevs av Arthur Sidney Olliff 1888. Xylotoles selwyni ingår i släktet Xylotoles och familjen långhorningar. Inga underarter finns listade i Catalogue of Life.